# Bridgette Gusterson
Bridgette Gusterson (Perth, 7 febbraio 1973) è una pallanuotista australiana, vincitrice di una medaglia d'oro ai giochi olimpici di Sydney 2000.